# Гримюр Хауконарсон
Гримюр Хауконарсон (исл. Grímur Hákonarson; род. 1977, Исландия) — исландский кинорежиссёр
, сценарист и монтажёр.

## Биография
Гримюр Хауконарсон родился в 1977 году в Исландии.
Начал снимать любительские фильмы в 15 лет: «экспериментировал, делая бессмысленные фильмы с друзьями». Образование получил в пражской киношколе FAMU, где работает с середины 2000-х годов.
В кино Гримюр Хауконарсон дебютировал в начале 2000-х годов, снимая документальные и короткометражные ленты. Первый свой полнометражный фильм «Страна вечного лета» снял в 2010 году. За сценарий к этой ленте Гримюр Хауконарсон номинирован на исландскую национальную кинопремию «Эдда».
Второй полнометражный игровой фильм Гримюра Хауконарсона 2015 года «Бараны» стал обладателем награды «Особый взгляд» на 68-м Каннском кинофестивале и был выдвинут от Исландии на премию «Оскар» в 2016 году в категории за лучший фильм на иностранном языке.
Гримюр Хауконарсон неоднократно представлял свои фильмы на Киевском международном кинофестивале «Молодость».